# Bologna Football Club 1950-1951
Questa voce raccoglie le informazioni riguardanti il Bologna Football Club nelle competizioni ufficiali della stagione 1950-1951.

## Divise
| Casa | Trasferta |

## Rosa
| N. |                      | Ruolo | Calciatore           |
| -- | -------------------- | ----- | -------------------- |
|    | Italia (bandiera)    | P     | Glauco Vanz          |
|    | Italia (bandiera)    | P     | Aldo Barocelli       |
|    | Italia (bandiera)    | D     | Dino Ballacci        |
|    | Italia (bandiera)    | D     | Guglielmo Giovannini |
|    | Italia (bandiera)    | D     | Aldo Brandimarte     |
|    | Italia (bandiera)    | D     | Francesco Pantaleoni |
|    | Italia (bandiera)    | D     | Luigi Cingolani      |
|    | Italia (bandiera)    | D     | Antonio Zani         |
|    | Italia (bandiera)    | C     | Gianmarco Mezzadri   |
|    | Danimarca (bandiera) | C     | Axel Pilmark         |
|    | Danimarca (bandiera) | C     | Ivan Jensen          |

| N. |                    | Ruolo | Calciatore              |
| -- | ------------------ | ----- | ----------------------- |
|    | Italia (bandiera)  | C     | Aldo Campatelli         |
|    | Italia (bandiera)  | C     | Filiberto Monterastelli |
|    | Italia (bandiera)  | A     | Cesarino Cervellati     |
|    | Italia (bandiera)  | A     | Gino Cappello           |
|    | Italia (bandiera)  | A     | Carlo Matteucci         |
|    | Uruguay (bandiera) | A     | José García             |
|    | Italia (bandiera)  | A     | Corrado Bernicchi       |
|    | Italia (bandiera)  | A     | Giuseppe Baiocchi       |
|    | Italia (bandiera)  | A     | Mario Tacconi           |
|    | Italia (bandiera)  | A     | Mario Gritti            |
|    | Italia (bandiera)  | A     | Livio Filiput           |

## Risultati

### Serie A

#### Girone di andata
| Arbitro: | Agnolin (Bassano del Grappa) |

|                                            |           |             |
| Cappello 19’ Campatelli 38’ Cervellati 49’ | Marcatori | 12’ Ganassi |

| Arbitro: | Dattilo (Roma) |

|           |           |                   |
| Piola 26’ | Marcatori | 55’, 63’ Cappello |

| Arbitro: | Silvano (Torino) |

|                           |           |  |
| Cervellati 40’ García 85’ | Marcatori |  |

| Arbitro: | Pieri (Trieste) |

|                   |           |  |
| Cappello 18’, 52’ | Marcatori |  |

| Arbitro: | Orlandini (Roma) |

|  |           |                   |
|  | Marcatori | 20’ (rig.) García |

| Arbitro: | Matucci (Seregno) |

|                            |           |                       |
| Cappello 43’ Matteucci 46’ | Marcatori | 80’ Celio I 82’ Curti |

| Arbitro: | Liverani (Torino) |

|                     |           |                |
| Migliorini 31’, 69’ | Marcatori | 49’ Cervellati |

| Arbitro: | Orlandini (Roma) |

|  |           |                                                         |
|  | Marcatori | 14’ Manente 19’, 63’ Praest 74’ K. Hansen 82’ J. Hansen |

| Arbitro: | Gamba (Napoli) |

|                            |           |  |
| S. Hansen 25’ Sørensen 81’ | Marcatori |  |

| Arbitro: | Dattilo (Roma) |

|                               |           |                |
| Sørensen 11’ Perissinotto 25’ | Marcatori | 45’ Cervellati |

| Arbitro: | Canavesio (Torino) |

|                                                          |           |                           |
| Matteucci 4’ Cervellati 32’ García 43’ Cappello 53’, 88’ | Marcatori | 62’ Lakenberg 66’ Turbeky |

| Arbitro: | Gemini (Roma) |

|               |           |                            |
| Annovazzi 59’ | Marcatori | 44’ Matteucci 70’ Cappello |

| Arbitro: | Silvano (Torino) |

|  |           |                 |
|  | Marcatori | 40’ Dalla Torre |

| Arbitro: | Bellè (Venezia) |

|             |           |                                   |
| Nilsson 64’ | Marcatori | 52’ (rig.) Cappello 65’ Bernicchi |

| Arbitro: | Gamba (Napoli) |

|                |           |             |
| Cervellati 17’ | Marcatori | 60’ Nyers I |

| Arbitro: | Gemini (Roma) |

|            |           |              |
| Frizzi 38’ | Marcatori | 58’ Ballacci |

| Arbitro: | Silvano (Torino) |

|                         |           |                |
| Petrozzi 40’ Ispiro 41’ | Marcatori | 90’ Cervellati |

| Bologna 7 gennaio 1951 18ª giornata | Bologna           | 0 – 0 | Sampdoria | Stadio Comunale\| Arbitro: \| Bertolio (Torino) \| |
| Arbitro:                            | Bertolio (Torino) |       |           |                                                    |

| Arbitro: | Liverani (Torino) |

|          |           |  |
| Arce 24’ | Marcatori |  |

#### Girone di ritorno
| Arbitro: | Marchetti (Milano) |

|                         |           |                                    |
| Sundqvist 37’ Zecca 61’ | Marcatori | 9’ (aut.) Tre Re 17’ (aut.) Eliani |

| Arbitro: | Pieri (Trieste) |

|              |           |  |
| Cappello 10’ | Marcatori |  |

| Arbitro: | Massai (Pisa) |

|                                                            |           |               |
| Formentin 17’ Krieziu 55’ Remondini 68’ (rig.) Astorri 88’ | Marcatori | 43’ Matteucci |

| Arbitro: | Bellè (Venezia) |

|            |           |                |
| Di Maso 2’ | Marcatori | 54’ Cervellati |

| Arbitro: | Bertolio (Torino) |

|                |           |  |
| García 4’, 54’ | Marcatori |  |

| Arbitro: | Gamba (Napoli) |

|  |           |                               |
|  | Marcatori | 42’ Tacconi 69’ (rig.) García |

| Arbitro: | Orlandini (Roma) |

|  |           |                        |
|  | Marcatori | 44’ Rabitti 77’ Meroni |

| Arbitro: | Agnolin (Bassano del Grappa) |

|               |           |                |
| J. Hansen 72’ | Marcatori | 34’ Cervellati |

| Arbitro: | Bertolio (Torino) |

|                                           |           |                             |
| Cervellati 27’ Bernicchi 35’ Cappello 78’ | Marcatori | 8’ S. Hansen 75’ Scaramuzzi |

| Arbitro: | Liverani (Torino) |

|                                                 |           |                         |
| García 4’ Cappello 14’, 28’ Cervellati 76’, 79’ | Marcatori | 73’ Paulinich 85’ Darin |

| Arbitro: | Gamba (Napoli) |

|                      |           |  |
| Muci 64’ Turbeky 70’ | Marcatori |  |

| Bologna 8 aprile 1951 31ª giornata | Bologna         | 0 – 0 | Milan | Stadio Comunale\| Arbitro: \| Bellè (Venezia) \| |
| Arbitro:                           | Bellè (Venezia) |       |       |                                                  |

| Arbitro: | Marchetti (Milano) |

|                         |           |            |
| Nagy 10’ Pandolfini 40’ | Marcatori | 18’ Gritti |

| Arbitro: | Agnolin (Bassano del Grappa) |

|                                     |           |                                                     |
| Cappello 25’ Tacconi 55’ García 76’ | Marcatori | 67’ Mellberg 79’ (rig.) Nilsson 90’ (aut.) Mezzadri |

| Arbitro: | Orlandini (Roma) |

|                                     |           |             |
| Nyers I 5’ Miglioli 76’ Nyers I 88’ | Marcatori | 55’ Tacconi |

| Arbitro: | Valsecchi (Milano) |

|                        |           |                 |
| García 20’ Tacconi 25’ | Marcatori | 68’ Carapellese |

| Arbitro: | Corallo (Lecce) |

|                    |           |  |
| Petagna 30’ (aut.) | Marcatori |  |

| Arbitro: | Massai (Pisa) |

|                                                                              |           |                         |
| Gei 4’ Lorenzo 7’ Sabbatella 12’, 17’ Parodi 33’ Bassetto 70’ Sabbatella 86’ | Marcatori | 13’ Tacconi 50’ Filiput |

| Arbitro: | Cicardi (Lecco) |

|                                                                                            |           |                  |
| Antonazzi 2’ (aut.) Cervellati 6’ Filiput 27’, 38’ Cappello 60’ Cervellati 65’ Filiput 87’ | Marcatori | 36’, 75’ Höfling |

## Statistiche

### Statistiche di squadra
| Competizione | Punti | In casa | In casa | In casa | In casa | In casa | In casa | In trasferta | In trasferta | In trasferta | In trasferta | In trasferta | In trasferta | Totale | Totale | Totale | Totale | Totale | Totale | DR |
| Competizione | Punti | G       | V       | N       | P       | Gf      | Gs      | G            | V            | N            | P            | Gf           | Gs           | G      | V      | N      | P      | Gf     | Gs     | DR |
| ------------ | ----- | ------- | ------- | ------- | ------- | ------- | ------- | ------------ | ------------ | ------------ | ------------ | ------------ | ------------ | ------ | ------ | ------ | ------ | ------ | ------ | -- |
| Serie A      | 41    | 19      | 11      | 5       | 3       | 39      | 24      | 19           | 5            | 4            | 10           | 22           | 35           | 38     | 16     | 9      | 13     | 61     | 59     | +2 |

### Statistiche dei giocatori
| Giocatore        | Serie A  | Serie A |
| Giocatore        | Presenze | Reti    |
| ---------------- | -------- | ------- |
| G. Baiocchi      | 6        | 0       |
| D. Ballacci      | 38       | 1       |
| A. Barocelli     | 2        | -4      |
| C. Bernicchi     | 24       | 2       |
| A. Brandimarte   | 10       | 0       |
| A. Campatelli    | 18       | 1       |
| G. Cappello (IV) | 32       | 16      |
| C. Cervellati    | 33       | 14      |
| L. Cingolani     | 1        | 0       |
| L. Filiput       | 4        | 4       |
| J. Garcia        | 28       | 9       |
| G. Giovannini    | 37       | 0       |
| M. Gritti        | 6        | 1       |
| I. Jensen        | 27       | 0       |
| C. Matteucci     | 30       | 4       |
| G. Mezzadri      | 36       | 0       |
| F. Monterastelli | 2        | 0       |
| F. Pantaleoni    | 2        | 0       |
| A. Pilmark       | 36       | 0       |
| M. Tacconi       | 10       | 5       |
| G. Vanz          | 36       | -55     |